# Cladomyza erecta
Cladomyza erecta är en tvåhjärtbladig växtart som beskrevs av Danser. Cladomyza erecta ingår i släktet Cladomyza och familjen Amphorogynaceae. Inga underarter finns listade i Catalogue of Life.